# FC Lahti
FC Lahti je finski nogometni klub iz grada Lahtija.

## Povijest
Klub je osnovan 1996. godine, a u natjecanja je krenuo naredne 1997. godine u južnoj grupi Ykkönen lige (2. liga). Sljedeće sezone ostvaruju promociju u prvi razred nogometnih natjecanja u Finskoj - Veikkausliiga.
Godine 2007. osvajaju finski liga-kup, a sljedeće godine osvajaju treće mjesto u ligi. Taj uspjeh im donosi igranje u Europskoj ligi u njenoj premijernoj sezoni.  

## Uspjesi
- Finski liga-kup
  - 2007.

## Poznati bivši igrači
- Jari Litmanen
- Petri Pasanen
- Mika Väyrynen
- Petri Tiainen
- Pekka Lagerblom
- Njazi Kuqi
- Tuomas Haapala
- Michał Sławuta
- Péter Kovács
- Istvan Hamori
- Marko Kristal
- Indrek Zelinski

## Vanjske poveznice
- Službene stranice kluba
- LahtiFutis.net  Arhivirana inačica izvorne stranice od 21. kolovoza 2009. (Wayback Machine)
- FCLK - navijači  Arhivirana inačica izvorne stranice od 21. listopada 2009. (Wayback Machine)